# يوم السلامة العالمي

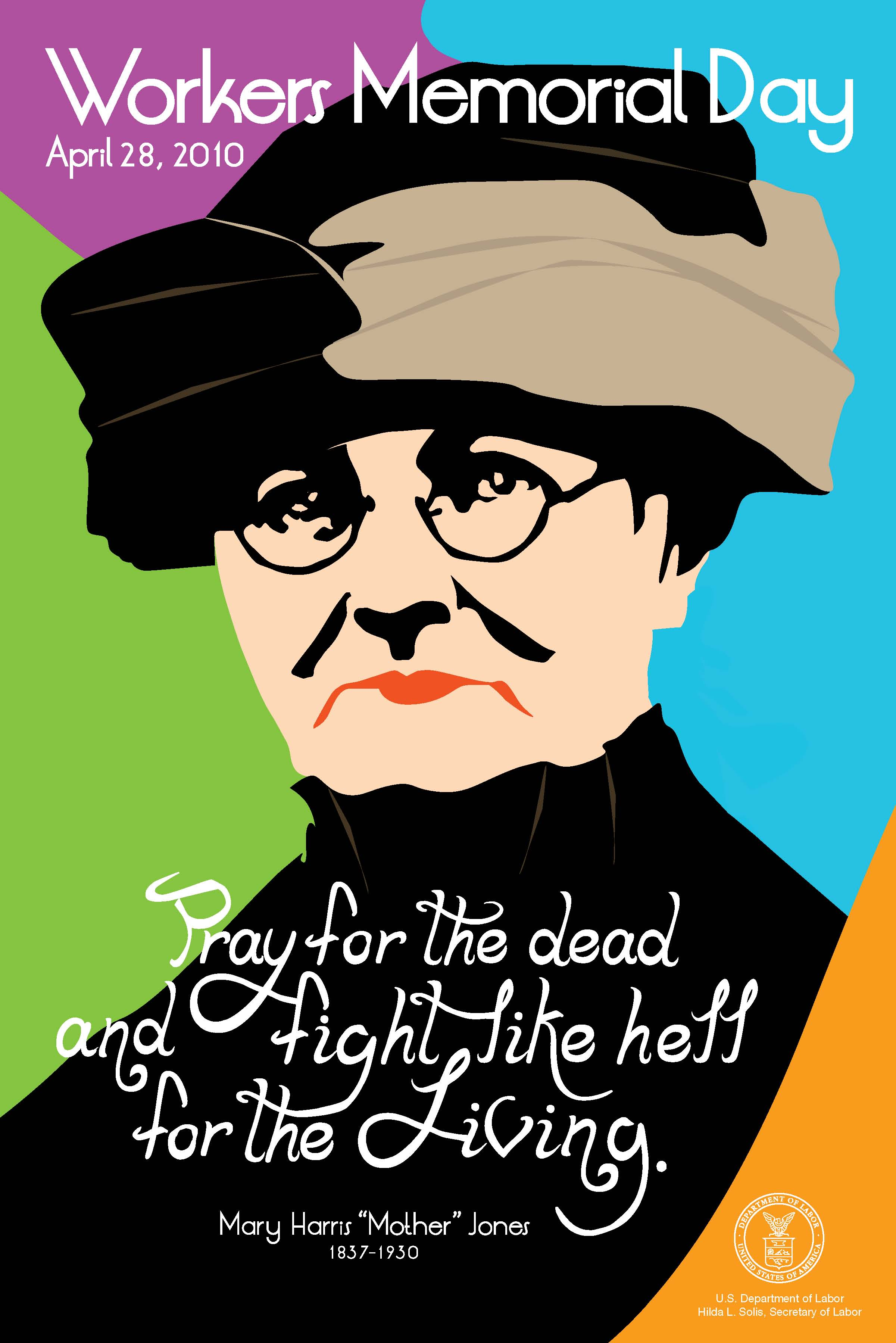

يوم السلامة العالمي (أو يوم السلامة العالمي في العمل) هو أحد أيام وشعائر الأمم المتحدة ويتم الاحتفال به في 28 أبريل من كل عام. يركز هذا اليوم على ضرورة الاهتمام بالسلامة وإدراك وتقييم المخاطر التي قد تنجم من العمل نفسه أو من الأعمال الأخرى ذات الصلة. تم عقد يوم السلامة العالمي لعام 2011 في جنيفا وشدد على نظام إدارة السلامة والصحة (OSHMS) كأداة للتطوير المتواصل لمنع الحوادث في مواقع العمل.

## وصلات خارجية
- الاحتفال باليوم العالمي للسلامة والصحة المهنية-28 أبريل 2010.
- بمناسبة يوم السلامة العالمي “العمل” تنظم ندوة حول مخاطر العمل في الارتفاعات - هيئة تنظيم سوق العمل.